# 4819 Gifford
4819 Gifford (1985 KC) là một tiểu hành tinh vành đai chính được phát hiện ngày 24 tháng 5 năm 1985 bởi A. C. Gilmore và P. M. Kilmartin ở Lake Tekapo.